# Head Peak
Der Head Peak ist ein 2100 m hoher Berggipfel der Millen Range in den Victory Mountains des ostantarktischen Viktorialands. Er ragt 5,5 km östlich des Le Couteur Peak aus einem vorspringenden Gebirgskamm im Gebiet des Firnfelds des Pearl-Harbor-Gletschers auf.
Mitglieder der New Zealand Federated Mountain Clubs Antarctic Expedition (1962–1963) benannten ihn nach seiner an einen Kopf (englisch: head) erinnernden Form und dem Umstand, dass er sich am Kopfende des Pearl-Harbor-Gletschers befindet.